# Black Widow
För andra betydelser, se Black Widow (olika betydelser).
Black Widow är en seriefigur i Marvel Comics universum som förekommer i bland annat serier om Spindelmannen och Daredevil. Hon spelas av Scarlett Johansson i filmserien Marvel Cinematic Universe. Karaktären medverkar i filmerna Iron Man 2 (2010), The Avengers (2012), Captain America: The Winter Soldier (2014), Avengers: Age of Ultron (2015), Captain America: Civil War (2016), Avengers: Infinity War (2018), Avengers: Endgame (2019) och Black Widow (2021).

## Bakgrund
Hon är mest känd som Natasha Romanova, ibland kallad Romanoff som ett skämt för folk som inte vet att rysk namngivning separerar efternamn i manlig och kvinnlig form, och det ryktas att hon är dottern till tsarfamiljen Romanoff som lyckades fly under den ryska revolutionen. När Stalingrad under andra världskriget blev belägrat av den tyska krigsmakten kastades hon i armarna på en rysk soldat vid namnet Ivan Petrovich precis innan det hus hon befann sig i sprängdes.
Ivan tog henne under sitt beskydd när en tysk baron sökte efter henne å The Hands vägnar, de planerade att göra henne till deras elitlönnmördare. Men hon räddades av Ivan och den amerikanska superhjälten Captain America.
Under Ivans beskydd började Natasha uppfylla sina mål med livet och hon blev förälskad i en sovjetisk testpilot. Han avled efter att ha testat en ny bomb och den sörjande Natasha bestämde sig för att bli underrättelseagent för att hedra hans minne. Hon tränades av KGB och blev snabbt deras skickligaste underrättelseagent under kodnamnet Black Widow.
Efter att ett hemligt underrättelsetjänstuppdrag mot Amerika misslyckats stannade hon där för att försöka vinna KGB:s gunst igen. Hon planerade att göra detta genom att utnyttja en amerikansk superhjälte som hade fallit för hennes otroliga utseende för att stjäla hemligt militärt material. Detta misslyckades dock när superhjälten Iron Man besegrade hennes superhjälte under uppdraget. Hennes superhjälte började även ana sin älskades motiv och hon kunde därmed inte använda honom längre.
Hon kidnappades nu av några KGB-agenter och fördes tillbaka till Sovjetunionen där hon fick en ny dräkt och vapen som "Widow Bite" och "Widow Line". 
Hon fördes senare tillbaka till Staterna för att förorsaka ett tredje världskrig mellan Sovjetunionen och USA genom att detonera en stridsspets på Manhattan. Spindelmannen försökte stoppa henne, men de trånga utrymmen de slogs i gav inte så honom mycket utrymme att röra sig på. Han blev därmed ett lätt mål för Black Widows "Widow Bite"; en paralyserande elektrisk boll på 30 000 volt. Efter att hon visat sig kunna slå Spindelmannen i både närstrider och när denne försökte fly blandade sig Iron Man i. Han besegrade Black Widow, desarmerade bomben och hjälpte Spindelmannen. Under tiden som Iron Man hjälpte den svårt skadade Spindelmannen lyckades Black Widow fly. Efter detta bröt hon helt med KGB.
Hon lierade sig nu med de goda hjältarna i Avengers, och visade sig vara till stor nytta för dem när hon besegrade några rymdvarelser som planerat att invadera jorden.
Detta hade inte KGB tänkt sig, och de tvingade henne att spionera åt Sovjetunionen för ett tag. När de sedan försökte lönnmörda Black Widow lyckades hon bli helt fri från KGB. Hon har sedan dess slagits på de godas sida och hon har inte åldrats särskilt mycket under de senaste 80 åren, utan hon ser fortfarande ut som en vacker 20-årig flicka. Hon har även träffat Spindelmannen som hon nästan dödade under sitt jobb hos KGB. Han förlät den förföriskt vackra flickan och sedan dess har de samarbetat lite till och från. Hon är fortfarande en av de skickligaste närstridskämparna man kan hitta, vilket inte har förändrats genom årens lopp.
Hon är född 1928, anledningen till att hon är så gammal men fortfarande ser ung ut är för att hon har fått ett ryskt serum som ger henne en förlängd ungdom och ett förlängt liv. Hon har också en läkningstid som går fem gånger snabbare än en vanlig människas. Hon är kapabel till att läka brutna ben, skottskador och utslitna muskler på bara tre dagar.